# Échassières
 Échassières  là một xã ở tỉnh Allier thuộc miền trung nước Pháp.